# فيليس وليامز ليمان
فيليس وليامز ليمان (بالإنجليزية: Phyllis Williams Lehmann)‏ هي عالمة الإنسان أمريكية، ولدت في 12 نوفمبر 1912 في بروكلين في الولايات المتحدة، وتوفيت في 29 سبتمبر 2004.